# Брижаха Олександр Прокопович
Олекса́ндр Проко́пович Брижа́ха (нар. 26 травня 1896, Лубни — пом. 16 січня 1938, Харків) — український хоровий диригент, музично-громадський діяч.

## Біографія
Народився 14 [26] травня 1896 року у Лубнах (тепер Полтавська область). З 1918 року вчителював, керував хорами в Лубнах і в Лубенському повіті. З 1923 року викладав співи, керував шкільними і робітничими хорами у Харкові; з 1925 року був членом ревізійної комісії Харківської філії Музичного товариства імені Миколи Леонтовича; з 1927 року був хоровим консультантом музичного бюро при культурному відділі Харківської окружної ради профспілок, був організатором музичних олімпіад у 1927 та 1928 роках, конкурсів. Протягом 1929–1930 працював хормейстером Харківського театру опери та балету імені Миколи Лисенка. 1930 року закінчив Харківський музично-драматичний інститут (клас диригування Якова Розенштейна, теоретичних дисциплін — Семена Богатирьова). Протягом 1930–1937 — художній керівник і диригент Харківської столичної хорової капели.
Заарештований в Харкові органами НКВС 5 листопада 1937 року. 30 грудня 1937 року відбувся "суд", був розстріляний у Харкові 16 січня 1938 року. Реабілітований у 1960 році.

## Творчість

### У репертуарі
- «Пори року» Йозефа Гайдна;
- «Реквієм» Вольфганга Амадея Моцарта;
- 9-а симфонія Людвіга ван Бетговена;
- опера «Запорожець за Дунаєм» Семена Гулака-Артемовського (концертне виконання);
- перше виконання вокально-симфонічних творів Павла Сениці, Миколи Коляди, Валентина Борисова, Дмитра Клебанова.

### Програми
- «Українська народна пісня в обробці класиків»;
- «Українська народна пісня в обробці укр. рад. композиторів»;
- «Шевченко в музиці»;
- «Пушкін у музиці»;
- «Хорові твори Баха і Танєєва»;
- «Вечір оперної хорової музики».

Автор обробок українських народних пісень для хору.